# Interpretação pretendida
Aquele que constrói um  sistema sintático normalmente tem em mente, desde o início, alguma interpretação específica para este sistema. Embora esta interpretação pretendida não possa ter qualquer indicação explícita nas  regras sintáticas - uma vez que estas regras devem ser estritamente formais - a intenção do autor com relação à interpretação de seu sistema naturalmente afeta a escolha que ele fez das regras de  formação e de  transformação do sistema sintático. Por exemplo, o autor escolhe signos primitivos de tal forma que determinados conceitos possam ser expressos: ele escolhe  fórmulas sentenciais de tal forma que os seus homólogos na interpretação pretendida possam aparecer como  sentenças declarativas com  significados; sua escolha de  sentenças primitivas  deve satisfazer o requisito de que essas sentenças primitivas sejam  sentenças verdadeiras na  interpretação; suas  regras de inferência devem ser tais que, se por alguma destas regras a sentença {\displaystyle {\mathcal {I}}}j seja diretamente  dedutível a partir de uma sentença {\displaystyle {\mathcal {I}}}i, então {\displaystyle {\mathcal {I}}} i {\displaystyle \to } {\displaystyle {\mathcal {I}}}j seja uma sentença verdadeira (sob a interpretação usual de '{\displaystyle \to }'). Estes requisitos asseguram que todas as sentenças  demonstráveis também sejam verdadeiras. 
A maioria dos sistemas formais têm muito mais modelos do que se pretendia que eles tivessem (a existência de modelos não-padrão é um exemplo). Quando falamos de  ' modelos'  em  ciências empíricas, queremos dizer, se desejamos que a  realidade seja um modelo da nossa ciência, falar sobre um modelo pretendido. Um modelo nas ciências empíricas é uma interpretação pretendida descritiva fatualmente verdadeira (ou em outros contextos: uma interpretação não-pretendida arbitrária utilizada para esclarecer uma tal interpretação pretendida descritiva fatualmente verdadeira). Todos os modelos são interpretações que têm o mesmo domínio de discurso daquele que se pretedia, mas outras atribuições para  constantes não-lógicas. 